# Saint-Bauzile (Ardèche)
Saint-Bauzile è un comune francese di 281 abitanti situato nel dipartimento dell'Ardèche della regione dell'Alvernia-Rodano-Alpi.

## Società

### Evoluzione demografica
Abitanti censiti